# Río Alto Beni
Der Río Alto Beni ist der Mittellauf des Río Beni und liegt an den Osthängen der Anden-Kordilleren in dem südamerikanischen Staat Bolivien.
Der Río Alto Beni bildet sich am Nordostrand der Cordillera Oriental als Fortsetzung des Río Cotacajes ab der Einmündung des Rio Negro, er trägt seinen Namen auf einer Strecke von 167 Kilometern bis zur Vereinigung mit dem Río Kaka. In seinem Oberlauf entspringt der Río Beni als Río Tallija am Südostrand der Serranía de Sicasica bei der Ortschaft Tallija Confital auf einer Höhe von 4324 m. Nach den ersten 27 Kilometern trägt der Fluss den Namen Río Leque (35 km), dann Río Ayopaya (40 km), anschließend Río Sacambaya (37 km) und schließlich Río Cotacajes (125 km), bis er zum Río Alto Beni wird.